# Moravskoslezská fotbalová liga
Die Moravskoslezská fotbalová liga, kurz MSFL, ist die dritthöchste Spielklasse im tschechischen Fußball und gemeinsam mit der Česká fotbalová liga (ČFL) die höchste Amateurliga. Die Einteilung der Mannschaften erfolgt nach geografischen Aspekten. In der MSFL spielen Klubs aus Mähren und Schlesien, während in der ČFL Mannschaften aus Böhmen aktiv sind.
Die MSFL wird vom tschechischen Fußballverband ČMFS ausgetragen. Von 1993/94 bis 2018/19 nahmen 16 Mannschaften teil. Seit der Saison 2019/20 wird mit 18 Teams gespielt. Jeder spielt gegen jeden einmal zuhause und einmal auswärts. In 17 Hinrunden- und 17 Rückrundenspieltagen werden so insgesamt 306 Spiele ausgetragen. Meister ist die Mannschaft mit den meisten Punkten, wobei es für einen Sieg drei und für ein Remis einen Punkt gibt.
Die Saison dauert in der Regel von Anfang August bis Mitte Juni des Folgejahres mit einer Winterpause von Mitte November bis Mitte März.
Der Meister steigt in die 2. Liga auf. Die drei letztplatzierten Mannschaften steigen in die vierthöchste Spielklasse Divize ab. Falls aus der 2. Liga mehr als eine Mannschaft aus Mähren oder Schlesien absteigt, gibt es vier Absteiger. Aus der Divize D, Divize E  und Divize F steigt jeweils der Meister in die MSFL auf.

## Medien
Über die MSFL berichten unter anderem die Tageszeitung Deník Sport und das Wochenmagazin Gól.

## Zuschauerzahlen
Die Zuschauerzahlen bewegen sich im mittleren dreistelligen Bereich. Bei Topspielen können die Zahlen im vierstelligen Bereich liegen. Spiele der B-Mannschaften verfolgen im Schnitt weniger als 100 Interessierte.

## Vereine in der Saison 2024/25
| - SK Hanácká Slavia Kroměříž ▼ - FK Blansko - MFK Frýdek-Místek - FC Hlučín - FK Hodonín - MFK Karviná B - 1. FC Slovácko B - FC Slovan Rosice - TJ Start Brünn | - FK Třinec - ČSK Uherský Brod - SK Uničov - FC Zlínsko - FC Zlín B - 1. SC Znojmo - FC Strání ▲ - TJ Unie Hlubina ▲ - FC Zbrojovka Brünn B ▲ |

## Meister
| Saison  | Meister                          |
| ------- | -------------------------------- |
| 1993/94 | Slovácká Slavie Uherské Hradiště |
| 1994/95 | FC Alfa Slušovice                |
| 1995/96 | FC Vítkovice                     |
| 1996/97 | FC Synot Staré Město             |
| 1997/98 | FC NH Ostrava                    |
| 1998/99 | Baník Ratíškovice                |
| 1999/00 | FK Holice                        |
| 2000/01 | SK Sigma Olmütz B                |
| 2001/02 | FK Kunovice                      |
| 2002/03 | 1. FK Drnovice                   |
| 2003/04 | SK Hanácká Slavia Kroměříž       |
| 2004/05 | 1. HFK Olmütz                    |
| 2005/06 | Jakubčovice Fotbal               |
| 2006/07 | Fotbal Fulnek                    |
| 2007/08 | SK Sigma Olmütz B                |
| 2008/09 | FC Hlučín                        |
| 2009/10 | 1. SC Znojmo                     |
| 2010/11 | SFC Opava                        |
| 2011/12 | 1. HFK Olmütz                    |
| 2012/13 | FK Fotbal Třinec                 |
| 2013/14 | SFC Opava                        |
| 2014/15 | SK Sigma Olmütz B                |
| 2015/16 | 1. SK Prostějov                  |
| 2016/17 | SK Uničov                        |
| 2017/18 | 1. SK Prostějov                  |
| 2018/19 | SK Líšeň                         |
| 2019/20 | FK Blansko                       |
| 2020/21 | 1. FC Slovácko                   |
| 2021/22 | SK Sigma Olmütz B                |
| 2022/23 | SK Hanácká Slavia Kroměříž       |
| 2023/24 | FC Banik Ostrava B               |